# Gainsborough Pictures
Gainsborough Pictures war eine britische Filmproduktionsgesellschaft, die in London von 1924 bis 1950 ein eigenes Filmstudio betrieb. Gainsborough wurde vor allem durch Melodramen bekannt, die in den 1940er Jahren produziert wurden und zu den größten Kassenschlagern des britischen Films zählten. Zuvor galt Gainsborough Pictures als ein Hersteller von B-Filmen, unter denen sich gleichwohl einige der erfolgreichsten britischen Komödien jener Zeit befanden. Das Studio veröffentlichte zudem frühe Regiearbeiten Alfred Hitchcocks, vor allem Der Mieter und Eine Dame verschwindet.

## Geschichte des Studios

### Die frühen Jahre

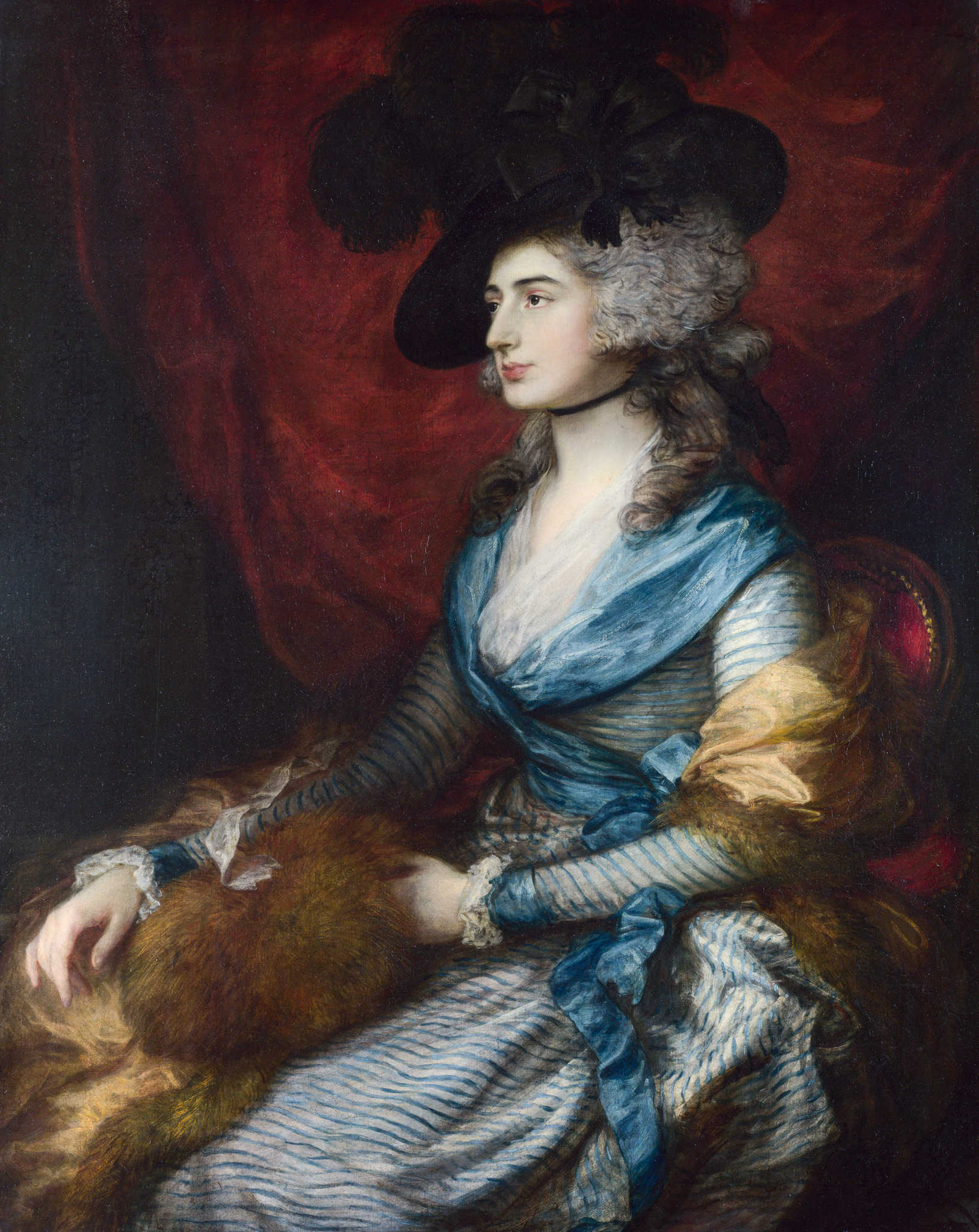
Porträt der Mrs. Sarah Siddons, Vorlage des Logos von Gainsborough Pictures

Gainsborough Pictures wurde im Jahr 1924 von dem jungen Filmproduzenten Michael Balcon gegründet. Als Produktionsstätte wurde im Londoner Stadtteil Islington ein ehemaliges Elektrizitätswerk der Great Northern & City Railway übernommen, das bereits von der US-amerikanischen Produktionsfirma Famous Players-Lasky als Studio genutzt wurde. Erkennungszeichen von Gainsborough Pictures war in Anlehnung an Thomas Gainsboroughs Gemälde Porträt der Mrs. Sarah Siddons ein ovaler Bilderrahmen, in dem sich eine lächelnde Dame, dargestellt von der Schauspielerin Glennis Lorimer, verbeugte.
Bereits im Gründungsjahr schloss Balcon einen Kooperationsvertrag mit der deutschen UFA, der dazu führte, dass Regisseure und Schauspieler von Gainsborough die Ateliers der UFA besuchten und dort auch drehten. Als erster gemeinsamer Film wurde 1925 Die Prinzessin und der Geiger unter der Regie von Graham Cutts in Babelsberg realisiert. Als Drehbuchautor und Regieassistent fungierte bei diesem Film Alfred Hitchcock, der von Balcon bald zum vollwertigen Regisseur befördert wurde. Graham Cutts nächste Regiearbeit, der Krimi Die Ratte von Paris, wurde Gainsboroughs erster Erfolg und machte Ivor Novello zu einem Filmstar in der Tradition Rudolph Valentinos.
Mit Novello als Hauptdarsteller drehte Alfred Hitchcock 1927 Der Mieter, seinen ersten britischen Film nach zwei Produktionen in Deutschland. Der Mieter begründete Hitchcocks Ruf als Thrillerspezialist und wurde zu Gainsboroughs erfolgreichstem Stummfilm. Im Frühjahr 1927 wurde Gainsborough Pictures durch Gaumont-British übernommen. Gaumont wurde damit zur größten Filmproduktionsgesellschaft im Vereinigten Königreich, Balcon stieg als Leiter von Gainsborough und Gaumont-British zu einem der einflussreichsten Produzenten auf.
Als Tochtergesellschaft von Gaumont-British verwendete Gainsborough die Islington-Studios nur noch für die Herstellung von B-Movies, während die prestigeträchtigeren Filme in den Lime Grove Studios in Shepherd’s Bush von Gaumont selbst produziert wurden. Auch nach Einführung des Tonfilms wurden die Kontakte zum deutschen Kino aufrecht gehalten. Nach der Machtergreifung der Nationalsozialisten im Deutschen Reich fanden zahlreiche Exilanten eine Beschäftigung bei Balcon und Schauspieler wie Elisabeth Bergner oder Fritz Kortner wirkten in Filmen von Gaumont-British/Gainsborough mit.
1936 verließ Balcon Gaumont-British/Gainsborough. Maurice Ostrer, der bereits 1928 gemeinsam mit Balcon und C. M. Woolf die Geschäftsführung von Gainsborough Pictures Ltd übernommen hatte, wurde zum neuen Leiter von Gaumont-British/Gainsborough und setzte Ted Black als neuen Studioleiter für Gainsborough ein.
Ab Mitte der 1930er bis in die frühen 1940er Jahre feierte Gainsborough seine größten Erfolge mit Filmkomödien, die auf vormalige Music-Hall-Stars zugeschnitten waren. Will Hay, der 1935 von British International Pictures zu Gainsborough gewechselt war, wurde zum ersten Starkomiker des Studios, gefolgt 1937 von der sechsköpfigen Crazy Gang und Arthur Askey ab 1940. Hay und anschließend Askey wurden in ihren Filmen häufig vom Duo Moore Marriott und Graham Moffatt unterstützt. Zwischen 1937 und 1941 war der Franzose Marcel Varnel der wichtigste Komödienregisseur des Studios, unter den Autoren befand sich der spätere Regisseur Val Guest. Zu den wichtigsten Komödien gehörten unter anderem Oh, Mr Porter! (1937) mit dem Trio Hay, Marriott und Moffatt, The Frozen Limits (1939) mit der Crazy Gang sowie die Gruselkomödie The Ghost Train (1941) mit Askey und Richard Murdoch.
Als 1937 Gaumont-British aus wirtschaftlichen Gründen seine Studios in Shepherd’s Bush aufgeben musste, etablierte sich Gainsborough Pictures auch als Produktionsstätte für aufwendigere Projekte. So entstand Alfred Hitchcocks Eine Dame verschwindet in Islington und wurde von Gainsborough herausgegeben.
Mit Beginn des Zweiten Weltkriegs wurde die gesamte Filmproduktion wieder zurück in die Lime Grove Studios verschoben, da der markante Kamin in Islington ein allzu leichtes Angriffsziel für deutsche Kampfflieger bot. Bei Gaumont-British/Gainsborough kam es erneut zu einem Wechsel in der Führungsebene, als der Filmmogul J. Arthur Rank an Einfluss gewann und schließlich 1941 die Rank Organisation den gesamten Konzern übernahm.

### Erfolge mit Kostümfilmen
Während des Zweiten Weltkriegs stieg Gainsborough Pictures zu einem der führenden britischen Filmstudios auf. Zum Erfolg trugen leichte Komödien, Musicals und Kriegsdramen wie Frank Launders und Sidney Gilliats Millions Like Us bei. Vor allem hatte aber Gainsborough seinen Aufstieg den Melodramen zu verdanken, die zwischen 1943 und 1947 entstanden. Als erstes „Gainsborough-Melodram“ gilt Leslie Arliss’ Kostümfilm Der Herr in Grau, mit dem die Hauptdarsteller Margaret Lockwood, Phyllis Calvert, James Mason und Stewart Granger über Nacht zu Stars wurden. Der Film wurde berüchtigt für eine Szene am Ende, in der James Mason in einem Anfall von Wahnsinn Margaret Lockwood mit einer Reitgerte zu Tode peitscht. 1944 folgte Anthony Asquiths Gaslicht und Schatten, das die vorgegebene Formel mit heroischen Frauenfiguren, edlen Männern und Elementen des britischen Gothicism gekonnt variierte.
Auch wenn die Kritik Gainsboroughs Melodramen verriss, wurden sie doch zu Rennern beim meist weiblichen Publikum. Der Herr in Grau und Gaslicht und Schatten gehörten zu den erfolgreichsten Filmen in ihren Erscheinungsjahren; der Ende 1945 veröffentlichte Film Die Frau ohne Herz, in dem Margaret Lockwood tagsüber eine züchtige Ehefrau mimt, um des Nachts als Anführerin einer Räuberbande die Umgebung in Angst und Schrecken zu versetzen, zählt mit mehr als 18 Millionen Zuschauern zu den zehn meistgesehenen Filmen aller Zeiten im Vereinigten Königreich. Der Film orientierte sich in der Grundkonstellation an Gainsboroughs Madonna der sieben Monde von 1944, in dem Phyllis Calvert im Italien der Renaissance ein Doppelleben führt und der ebenfalls ein großer finanzieller Erfolg gewesen war. 
Der überwältigende Erfolg der Melodramen führte zu erneuten Veränderungen in der Führung des Studios. Ted Black, der an der bewährten Mischung verschiedener Filmgenres festhalten wollte, wurde von Maurice Ostrer entmachtet, der lieber den neu eingeschlagenen Weg mit den frauenaffinen Filmen fortsetzen wollte. Black verließ schließlich Ende 1943 Gainsborough Pictures und wechselte zu Alexander Kordas London Films. Der amerikanische Journalist und Drehbuchautor R.J. Minney und der Schauspieler Harold Huth wurden die leitenden Produzenten bei Gainsborough.
Ostrers Kurs führte dazu, dass Gainsborough zwar ein verlässlicher Produzent von Kassenschlagern wurde, insgesamt aber die Produktivität des Studios abnahm, da man sich auf Kostümfilme spezialisiert hatte. 1946 wurden schließlich nur zwei Filme fertiggestellt, Arthur Crabtrees Gefährliche Reise und die Filmbiografie Paganini. J. Arthur Rank reagierte auf die enttäuschenden Ergebnisse von Gainsborough Pictures und mischte sich erstmals in die Firmenpolitik ein. Er zwang Ostrer zum Rücktritt und setzte Sydney Box als neuen Studiochef ein.
Box hatte zuvor mit dem unabhängig produzierten Film Der letzte Schleier einen Oscar für das beste Originaldrehbuch gewonnen. Dieser Film, in dem Ann Todd unter der eisernen Hand ihres Impressarios, gespielt von James Mason, zur weltbekannten Pianistin aufsteigt, wirkte wie ein typisches „Gainsborough-Melodram“, weshalb Box als ein geeigneter Kandidat für eine Fortsetzung des bewährten Kurses erschien. Doch unter Sydney Box wurde nur noch ein weiteres Melodram, der 1947 veröffentlichte Film Zigeunerblut, fertiggestellt. Ein Jahr später scheiterten Maurice Ostrer, R.J. Minney und Leslie Arliss mit ihrem selbst produzierten Kostümdrama Idol of Paris; das Publikum der Nachkriegszeit hatte das Interesse an dieser Art von Filmen verloren.

### Ende des Studios
Unter Sydney Box nahm Gainsborough Pictures erneut einen Kurswechsel vor. Trotz des kommerziellen Erfolges von Der letzte Schleier bevorzugte Box den sozialen Realismus und setzte auf Filme mit Gegenwartsbezug. Neben Sozialdramen ließ Box aber auch Komödien, Thriller und anspruchsvolle Literaturverfilmungen wie eine Adaption von William Somerset Maughams Quartett (1948) drehen. Gleich in seinem ersten Jahr als Studiochef wurden 14 verschiedene Filme veröffentlicht.
Den Erfolg, den Gainsborough unter Ostrer hatte, konnte Sydney Box allerdings nicht wiederholen. Neben dem sich wandelnden Publikumsgeschmack litt Gainsborough unter dem Weggang wichtiger Mitarbeiter. Box musste nicht nur neue Produzenten einstellen, sondern auch Ersatz für Regisseur Leslie Arliss finden. Er fand den Ersatz in seinem persönlichen Umfeld: Seine Schwester Betty Box wurde Produzentin bei Gainsborough, seine Ehefrau Muriel übernahm die Leitung der Drehbuchabteilung. Der junge Dokumentarfilmer Ken Annakin wurde zu seinem bevorzugten Regisseur.
Filme wie die Komödie Miranda (1948) oder die drei Filme über die Familie Huggett mit einer jungen Petula Clark in der Hauptrolle waren moderate Erfolge, erwiesen sich aber aufgrund ihrer geringen Produktionskosten als profitabel. Mit den Historienfilmen Christoph Columbus und Vom sündigen Poeten, letzterer mit Dennis Price als Lord Byron, landete Box jedoch 1949 zwei verlustreiche Flops, die mit zum Ende von Gainsborough Pictures beitrugen.
Ranks Firmenimperium war bereits geschwächt, als Anfang des Jahres 1949 eine ernste Krise über die britische Filmindustrie hereinbrach. Der Streit über eine Besteuerung amerikanischer Filme im Vereinigten Königreich führte zunächst zu einem Embargo durch die amerikanischen Filmstudios und anschließend zu einer Überschwemmung des britischen Filmmarktes mit amerikanischen Filmen, wodurch die heimische Filmproduktion wichtige Marktanteile verlor. So musste 1949 die Rank Organisation einen Verlust von 16 Millionen Pfund vermelden. Rank reagierte mit einer Verschlankung der Filmproduktion. Die Studios in Sheperd’s Bush wurden an die BBC verkauft, Rank konzentrierte die Filmproduktion auf die Pinewood Studios.
Anfang 1950 wurden auch die Studios in Islington geschlossen, Gainsborough Pictures gehörte somit der Vergangenheit an. Gainsboroughs Gebäude in Islington blieb jahrzehntelang ungenutzt, bevor es 2001 zu einem Apartmenthaus umgebaut wurde.